# Henrik Møller
Henrik Møller (født 16. november 1965) er en dansk politiker og valgt til Folketinget for Socialdemokratiet. Han er valgt i Nordsjællands Storkreds og har været medlem af Folketinget siden folketingsvalget den 5. juni 2019. Derudover er han bolig- og turisme-ordfører for Socialdemokratiet og næstformand for Folketingets kulturudvalg. Han har i perioderne 1986-1993 og 1998-2019 været byrådsmedlem i Helsingør Kommune, og i 2006-2019 var han viceborgmester i kommunen.

## Opvækst, uddannelse og familie
Henrik Møller er søn af tidligere underviser Niels-Heine Berggren Møller, og af sygehjæper og forhenværende folketingsmedlem Lone Møller. Han har en Gymnasial uddannelse fra Helsingør Gymnasium. Han er i dag gift med Laura Aare Nielsen. Sammen har de børnene Kasper og Emma.
Han har tidligere arbejdet som højskolelærer på Roskilde Højskole og uuddannet lærer på Nordvestskolen i Helsingør.